# Gergely Angyalosi
Gergely Angyalosi (n.2 aprilie 1953, Budapesta-) este un scriitor, critic și istoric literar maghiar.